# Alceta I (re dell'Epiro)
Alceta I (in greco antico: Ἀλκέτας?, Alkétas; IV secolo a.C. – IV secolo a.C.) è stato un re dell'Epiro dal 390/385 a.C. al 370 a.C. ed era figlio di Tarripa.

## Biografia
Venne espulso dal suo regno per ragioni sconosciute, e si rifugiò presso Dionigi I di Siracusa, dal quale venne reinstallato sul trono.
Dopo la salita al trono, fu alleato di Atene e di  Giasone di Fere, il tago della Tessaglia. Nel 373 a.C. si recò ad Atene con Giasone, allo scopo di difendere il generale ateniese Timoteo, che attraverso la loro influenza venne assolto
Dopo la sua morte, il regno venne diviso tra i due suoi figli, Neottolemo I e Aribba.